# Tommy Leigh
Thomas Leigh (2 tháng 2 năm 1875 - 24 tháng 1 năm 1914), thường được biết đến với tên gọi Tom hay Tommy Leigh, là một cầu thủ bóng đá người Anh thi đấu ở vị trí tiền đạo trung tâm. Sinh ra ở Derby, he thi đấu ở Football League cho New Brighton Tower, Burton Swifts và Newton Heath. Ông cũng thi đấu ở Southern League cho New Brompton và Brentford.

## Thống kê sự nghiệp
| Câu lạc bộ          | Mùa giải            | Giải quốc nội                  | Giải quốc nội | Giải quốc nội | Cúp FA  | Cúp FA    | Tổng    | Tổng      |
| Câu lạc bộ          | Mùa giải            | Hạng đấu                       | Số trận       | Bàn thắng     | Số trận | Bàn thắng | Số trận | Bàn thắng |
| ------------------- | ------------------- | ------------------------------ | ------------- | ------------- | ------- | --------- | ------- | --------- |
| Newton Heath        | 1899-1900           | Second Division                | 9             | 1             | 0       | 0         | 9       | 1         |
| Newton Heath        | 1900-01             | Second Division                | 34            | 15            | 3       | 0         | 37      | 15        |
| Newton Heath        | Tổng                | Tổng                           | 43            | 16            | 3       | 0         | 46      | 16        |
| Brentford           | 1903-04             | Southern League First Division | 19            | 1             | 5       | 3         | 24      | 4         |
| Tổng cộng sự nghiệp | Tổng cộng sự nghiệp | Tổng cộng sự nghiệp            | 62            | 17            | 8       | 3         | 70      | 20        |